# Говтва
Го́втва (устар. Голтва; укр. Го́втва) — село, Говтвянский сельский совет, Козельщинский район, Полтавская область, Украина.
Код КОАТУУ — 5322081601. Население по переписи 2001 года составляло 417 человек.
Является административным центром Говтвянского сельского совета, в который, кроме того, входят сёла Буняковка, Киселёвка и Плавни.

## Географическое положение
Село Говтва находится правом берегу реки Говтва в месте её впадения в реку Псёл, на противоположном берегу расположено село Буняковка, выше по течению реки Псёл примыкает село Киселёвка, на противоположном берегу реки Псёл расположено село Прилипка.

## История

### Древние времена
Говтва была одним из форпостов Киевской Руси на юго-восточных рубежах. Первое упоминание о поселении встречается в «Поучении Владимира Мономаха» в 1096 году (по другим данным — 1095 году), когда воины великого князя киевского вблизи Голтова разбили половецкого князя Итлара. Упоминания о Голтав, Голтву встречаются в летописях 1105, 1109, 1111 годов.
Осенью 1530 года войска Великого княжества Литовского под командованием киевского воеводы Андрея Немировича и князя Ивана Дубровицкого разбили татар около Голтвы.
Голтву несколько раз разрушали печенеги, затем половцы, в году 1240 — орды хана Батыя и в конце XIV века — золотоордынцы.

### Казацкая эпоха

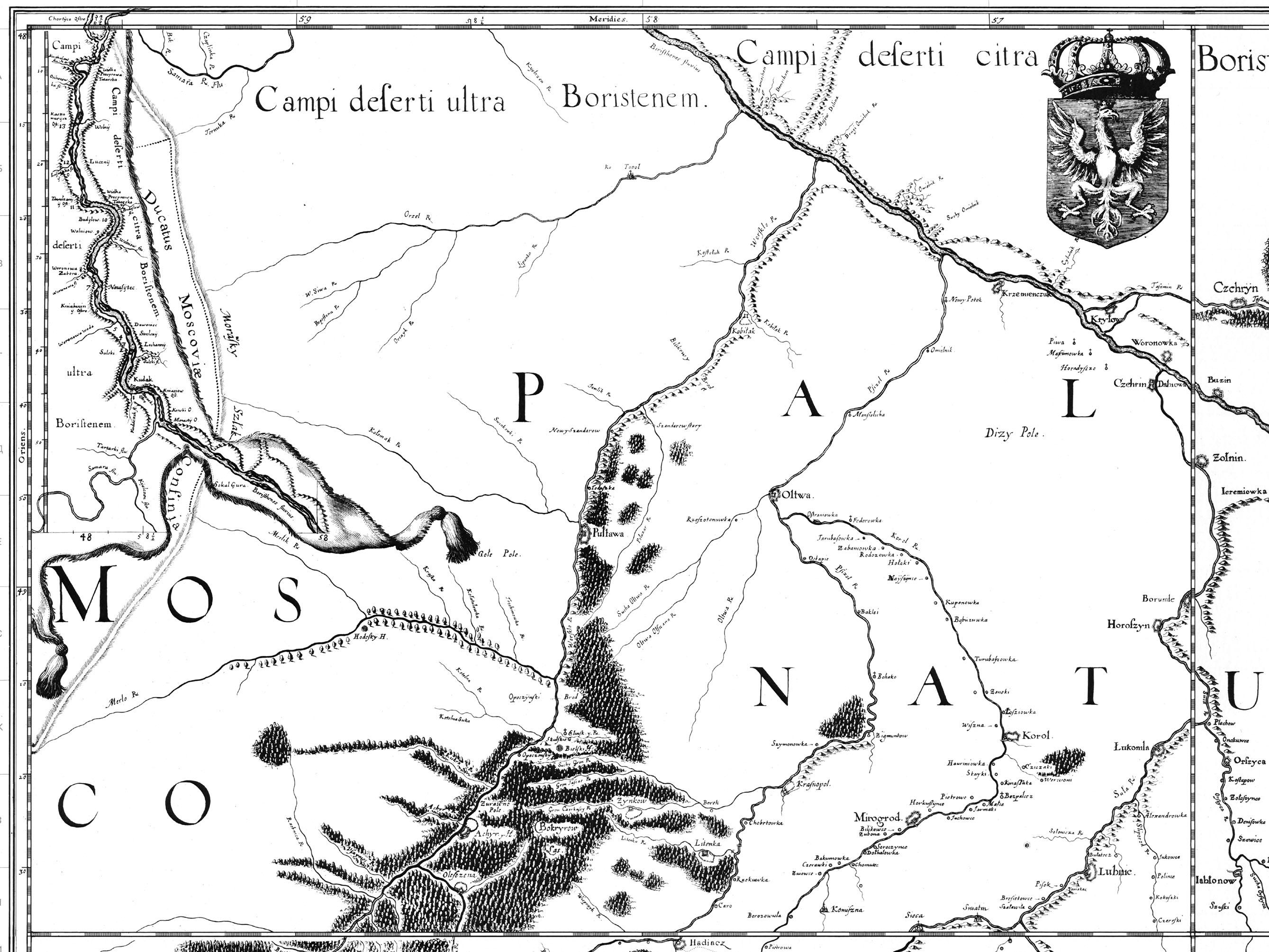
Карта 1650 года (Боплан)

С 1569 года земли, где располагалась Голтва, попадают под власть Речи Посполитой. В 1615 году упоминается слобода Олтва, которая обозначена на карте Боплана. В 1616 году Голтва отнесена к Черкасского староства Киевского воеводства, и имеет 250 дворов. В настоящее время Голтва входит во владения князей Вишневецких. Жители Голтвы участвовали в крестьянско-казацком восстании Острянина 1638 года. 1 мая 1638 года повстанцы разгромили под Голтвой польское войско во главе с коронным гетманом Николаем Потоцким.
С начала освободительной войны украинского народа 1648—1654 годов Голтва стала сотенным городком Голтвянской сотни, получила собственный герб, и была отнесена к Миргородскому, затем — к Чигиринскому полку, в 1661—1663 годах — в Кременчугский, а в 1663—1667 годах — опять к Чигиринскому полку. По Андрусовскому перемирию 1667 года отошла к Полтавскому, в 1687—1781 годах входила в состав Миргородского полка.
Голтва является родиной полковничьего рода Остроградских.
Казаки Голтвянской сотни принимали участие в восстании Пушкаря и Барабаша 1657—1658 годов против гетмана Ивана Выговского.
В январе 1696 года казаки Гадяцкого полка под руководством полковника Михаила Боруховича, с участием казаков Голтвянской сотни во главе с сотником Матвеем Остроградским, успешно обороняли Голтву от наступления войск Петрика и его союзников — татар.
Во время Полтавской битвы в Голтве стояли украинские казаки Миргородского полковника Даниила Апостола. Голтвянская сотня тоже входила в войска Даниила Апостола, она охраняла переправу через Днепр возле села Максимовка. По переписи 1726 года в Голтве — 765 дворов посполитых, 1729 года — 707 дворов. В 1730-х годах здесь были владения голтвянского сотника Остроградского, который в 1737 году отбил татар от Голтвы, а в 1739 году со своей сотней участвовал в Хотинском походе.
Церкви села известны с 1722 года

### Российская Империя
Село указано на карте частей Киевского, Черниговского и других наместничеств 1787 года

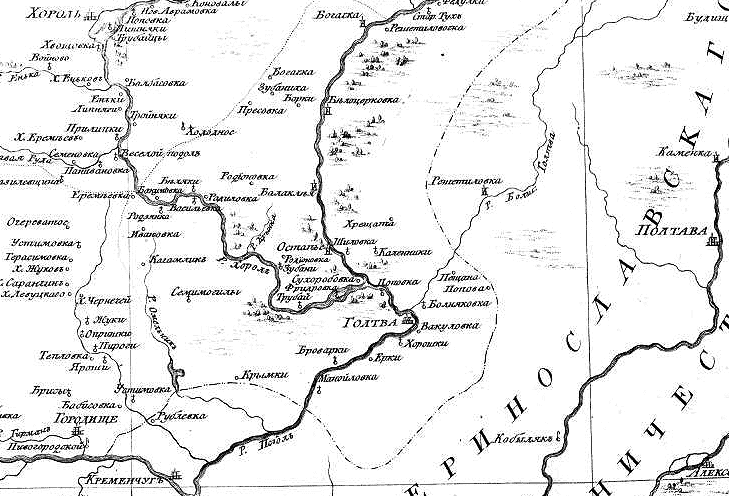
Карта 1800 года

9 января 1782 года создан Киевское наместничество, в состав которого вошёл и новообразованный Голтвянский уезд с центром в городе Голтва. В длину город достигал 4 версты 20 саженей, в ширину — 3 версты, и делился на 5 частей: Нагорная, Прилипко (теперь Прилипка), Подол, Замостье (теперь собственно Голтва, Загребля (теперь Загребелье). На правом берегу Псла располагался именно город, обнесённый укреплениями, на левом располагалось предместье. В пригороде было три деревянные церкви: Михайловская (1715), Богоявленская (1753) и Преображенская (1760). В 1750 году в Голтве построили деревянную церковь Пресвятой Богородицы. При церквях были церковно-приходские школы и госпитале, находились дома Присутственных мест. Административные здания и жилые дома администрации, казацкой старшины и духовенства располагались, в основном, в нагорной части.
На начало 1780-х годов в Голтве проживало 5230 жителей, происходило 4 ярмарки в год.
В 1782 году утверждён герб Голтвы. В 1789 году Говтва отнесена к Екатеринославского наместничества, в 1796 году — в состав Кременчугского уезда Малороссийской губернии, с 1802 года — в Полтавской губернии (с 1803 года — в составе Кобеляцкого уезда). С тех пор, на протяжении XIX века, Говтва приходит в упадок и теряет характерные признаки города.
В 1846 году населённый пункт насчитывал 393 двора, 1392 души мужского пола (женщины не показано), сельское училище, 2 ярмарки, 3 церкви. По переписи 1859 года в городке было 484 двора, 3875 жителей, сельская управа, 3 церкви, 4 ярмарки; в 1863 году — 4110 жителей. В приходе Преображенской церкви 1876 построено новое помещение земского училища на 100 учеников.
В 1900 году Голтва относилась к Хорошковской волости Кобеляцкого уезда. В городке в то время было 2 казацкие сельские общины и 3 крестьянские, насчитывавших 719 дворов, 5680 жителей. При Преображенской церкви работала церковная школа грамоты, при Успенской (построена в 1865 году) — одноклассная церковно-приходской школой; при обеих церквях были небольшие библиотеки. В 1910 году в Говтва (без учёта хуторов) насчитывалось 521 двор, 3036 жителей.

### Советская власть
Советская власть установлена в январе 1918 года. В период Гражданской войны в Голтве был организован партизанский отряд. Голтва, как центр сельсовета, с марта 1923 года отнесена к Бригадировскому району Кременчугского округа (существовал до сентября 1930 года). На 1923 год в селе было 2534 жителя. На 17 декабря 1926 года — 147 дворов, 744 жителя. В Голтве зарегистрировано птицеводческой-кооперативное общество, ТСОЗ «Первое мая», на базе которых были созданы первые колхозы. В начале 1930-х годов на территории Говтвянского сельсовета существовали колхоз «Красная победа», «Ленинская закалка», «Незаможник», «Первое мая», «Декабрист», «Октябрь» (впоследствии в результате укрупнения их стало 4).
В период немецко-фашистской оккупации Голтвы (с 15 сентября 1941 года по 25 сентября 1943 года) гитлеровцы казнили двух жителей села, вывезли на принудительные работы в Германию 114 человек, отступая, сожгли много домов и общественных зданий.
В послевоенные годы в Голтве создан колхоз «Отечество» зерново-животноводческого направления, филиал Решетиливской фабрики имени Клары Цеткин, отделение связи, неполная средняя школа, фельдшеро-акушерский пункт, дом культуры на 250 мест, библиотека (10,5 тысяч единиц), историко-краеведческий музей. В 1980—1990-х годах строится детсад, дом быта, баня, новое здание школы. В селе Буняковка восстанавливаются ежегодные традиционные ярмарки. Население на 1990 год — 501 житель.

### Новейшее время
С приходом рыночной экономики колхоз распускается и на его основе возникает два частных сельскохозяйственных предприятия.

## Экономика
- ЧП АФ «Украина-Голтва».
- ЧП «Оберег».
- Оздоровительный лагерь «Старт».

## Объекты социальной сферы
- Школа І—ІІ ст.

## Достопримечательности
Ещё до начала XX века в горах, окружающих Голтву с юга и запада хранились следы древних укреплений: на крупнейшей из них — Шар-горе, были остатки валов, которые вели с севера и востока на соседнюю гору — остатки небольшого земляного укрепления позднего происхождения, вероятно, приспособленного для действия артиллерии уже во времена казачества. Между ними находилась повышенная равнина без растительности под названием Лысая Гора. Считали, что верхние её слои были сняты в древности для отсыпки вала или для двух огромных курганов, расположенных на высоких точках упомянутых гор. По мнению одних исследователей, курганы были наблюдательными пунктами, по утверждениям других — братскими могилами погибших в сражениях. В нескольких местах Шар-горы ещё в XX веке сохранялись следы пещер, одни исследователи считали сооружениями первобытного человека, другие относили к более позднему времени. На этой же горе сохранились и подземные ходы, которые были составной частью говтвянских укреплений.
В 1957 году был установлен памятник на братской могиле советских воинов, погибших в 1943 году, при освобождении села, памятник советским воинам-освободителям и воинам-односельчанам, павшим на фронтах Великой Отечественной войны.
30 сентября 1995 года к 900-летию первого летописного упоминания о поселении на Шар-горе проведён областной праздник «Казацкой славы целебный источник», на котором открыт памятный знак казакам от потомков. С тех пор этот праздник проводится ежегодно. Памятный знак установлен в месте, где был центр города Голтва.
В окрестностях села расположены остатки 35 курганов.

## Известные люди
В Голтве в XIX веке жил украинский кобзарь Иван Городницкий, ученик Фёдора Холодного; от него Порфирий Мартынович записал несколько дум.
В 1897 году Голтву посетил русский писатель Максим Горький; того же года он опубликовал в двух номерах газеты «Нижегородский листок» (от 20 июля и 03 августа) рассказ «Ярмарка в Голтве».
Летом 1925 года в городок на ярмарку приезжал украинский писатель Остап Вишня, который на основании своих впечатлений написал рассказ «Ярмарка».
В 1930-х годах здесь побывал украинский поэт Павел Тычина.
Уроженцем села является учёный в области животноводства, доктор сельскохозяйственных наук, А. Ю. Яценко.